# 当她恋爱时
《当她恋爱时》（英語：Fall In Love），2019年中国偶像剧。本剧改编自沈沧眉的网络小说《绯闻女王倾城记》，講述了身分多變的神秘少女風萍與玩世不恭但內心善良的闊少唐迦南之間甜蜜治癒的愛情故事，由何花、王瑞昌、魏哲鸣、李若宁领衔主演，优酷视频于2019年6月11日首播。

## 播出时间
| 频道     | 所在地 | 播出日期      | 播出时间 | 备注 |
| -------- | ------ | ------------- | -------- | ---- |
| 优酷视频 | 中国   | 2019年6月11日 |          |      |

## 演员列表

### 主要演员
| 演員   | 角色   | 介紹 |
| 何花   | 风萍   | 盛虹資本的最大股東 於06集成為唐迦南的未婚妻 安悅生的3年前神秘失蹤的女友 百变少女，身份很神秘，在各个圈子都有她的身影。風家與方家是世交，同時在餐廳、服裝店工作，住在時光酒店的頂級套房。情緒失控會使周圍的玻璃製品破碎，小時候因其情緒失控，導致父母雙雙出車禍去世，而感到自責。 |
| 王瑞昌 | 唐迦南 | 北宸集團唯一繼承人 唐家二少 於06集成為風萍的未婚夫 玩世不恭但是個内心善良的阔少，因為小時候唐皓云為了救他失去了一條腿，迦南很自責為了讓唐皓云繼承家業才裝出一副紈絝子弟的樣子。                                                                                                  |
| 魏哲鸣 | 唐皓云 | 唐家大少 唐迦南的表哥 优雅绅士，温文名流，喜歡陸喬。小時候尋找陸喬途中為了救唐迦南被捕獸夾傷及其左腳而截肢，得知身世後因意外從樓梯上摔落而癱瘓，但在AIRI的技術、風萍的超能力的幫助恢復行走。                                                                                     |
| 李若宁 | 陆乔   | 唐氏兄妹从小的玩伴 喜歡唐迦南，小時候被唐湛送出國，回國後，為了得到唐迦南，做出許多不可原諒的事，坐牢出獄後出國。 |

### 其他演员
| 演員     | 角色        | 介紹 |
| 罗正     | 方君浩      | 风萍的发小 時光酒店老闆 時光酒店董事長方伯韜之子 富二代,阳光暖男，靠谱队友，喜歡邱天。                                          |
| 王嘉萌   | 阿九        | 唐迦南的全能助手兼兄弟 冷面笑匠，喜歡邱天。                                                                                     |
| 蒲萄     | 邱天        | 风萍的好友 網路技術高手(黑客)，正直講義氣，喜歡方君浩，於30集同時被方君浩、阿九追求。                                           |
| 王宥钧   | 安悦生 艾倫 | 风萍的初恋男友 唐銘瑄的學長 於30集成為唐銘瑄的丈夫 智能思維CEO AI界新贵，公司最終被北宸集團收購，並以其核心技術與盛虹資本合作。 |
| 陈鹏万里 | 易尔阳      | 唐迦南的好友 風萍的老闆兼員工 服裝品牌總監。                                                                                    |
| 鹤男     | 唐铭瑄      | 唐皓云、唐迦南的三妹 於30集成為安悦生的老婆 喜歡安悦生。                                                                        |
| 于小磊   | 陸管家      | 唐迦南的管家 陸喬姑媽 |

## 主題曲
当她恋爱时原聲帶由北京聽見時代製作發行。
| 曲序 | 曲目       |                                | 作曲   | 编曲   | 演唱                     | 时长 |
| ---- | ---------- | ------------------------------ | ------ | ------ | ------------------------ | ---- |
| 1.   | 特殊的人   | 林乔                           | 陈雪燃 | 陈雪燃 | 羅正                     | 3:06 |
| 2.   | 心底的呼唤 | 林乔、刘恩汛、陈雪燃、Ro Rowan | 陈雪燃 | 陈雪燃 | 印子月、陈雪燃、Ro Rowan | 2:58 |
| 3.   | 宿命       | 林乔                           | 陈雪燃 | 陈雪燃 | 林采欣                   | 3:08 |